# Ciągnienie
Ciągnienie – proces technologiczny stosowany w metalurgii polegający na formowaniu drutu lub pręta poprzez przeciąganie materiału wejściowego w postaci: walcówki, prasówki, lub krajki poprzez otwór ciągadła, którego pole przekroju jest mniejsze niż pole przekroju poprzecznego przeciąganego materiału.
W wyniku tego następuje zmniejszenie średnicy obrabianego przedmiotu oraz jego wydłużenie, może też nastąpić zmiana kształtu przekroju.
Podczas ciągnienia zachodzi umocnienie materiału (zwiększenie własności wytrzymałościowych okupione zmniejszeniem własności plastycznych).

## Rodzaje ciągnienia metalu
Wyróżniamy dwa sposoby realizacji procesu ciągnienia metalu:
- na sucho - jest to metoda obróbki drutów służąca do produkcji wyrobów o średnicy mniejszej niż 2 mm. Polega na przeciągnięciu metalu przez coraz to mniejsze otwory gardła. Nazwa procesu wzięła się z elementu procesu, w którym to otwór ciągadła smarowany jest tzw. suchym smarem.

- na mokro - kolejnym rodzajem ciągnienia metalu jest ciągnienie na mokro. Proces ten nie różni się szczególnie od ciągnienia na sucho. Elementem, który wyróżnia ten rodzaj realizacji procesu, jest zanurzenie druta w cieczy smarnej podczas przechodzenia przez otwory o coraz mniejszej średnicy. Ciecz smarna pozwala na schłodzenie ciągadła oraz drutu w trakcie procesu.